# Antoinette dans les Cévennes
Pour plus de détails, voir Fiche technique et Distribution.
Antoinette dans les Cévennes est une comédie française, écrite et réalisée par Caroline Vignal, sortie en 2020.
Le film reçoit le label Festival de Cannes 2020.

## Synopsis
Antoinette Lapouge (Laure Calamy), institutrice, attend avec impatience ses vacances d'été prévues avec son amant Vladimir Loubier (Benjamin Lavernhe), père d'une de ses élèves, Alice. En apprenant que Vladimir ne peut pas venir car Éléonore (Olivia Côte), son épouse, a organisé une randonnée surprise dans les Cévennes avec leur fille et un âne, Antoinette décide de suivre leur trace sur le chemin de Stevenson, seule avec un âne nommé Patrick.

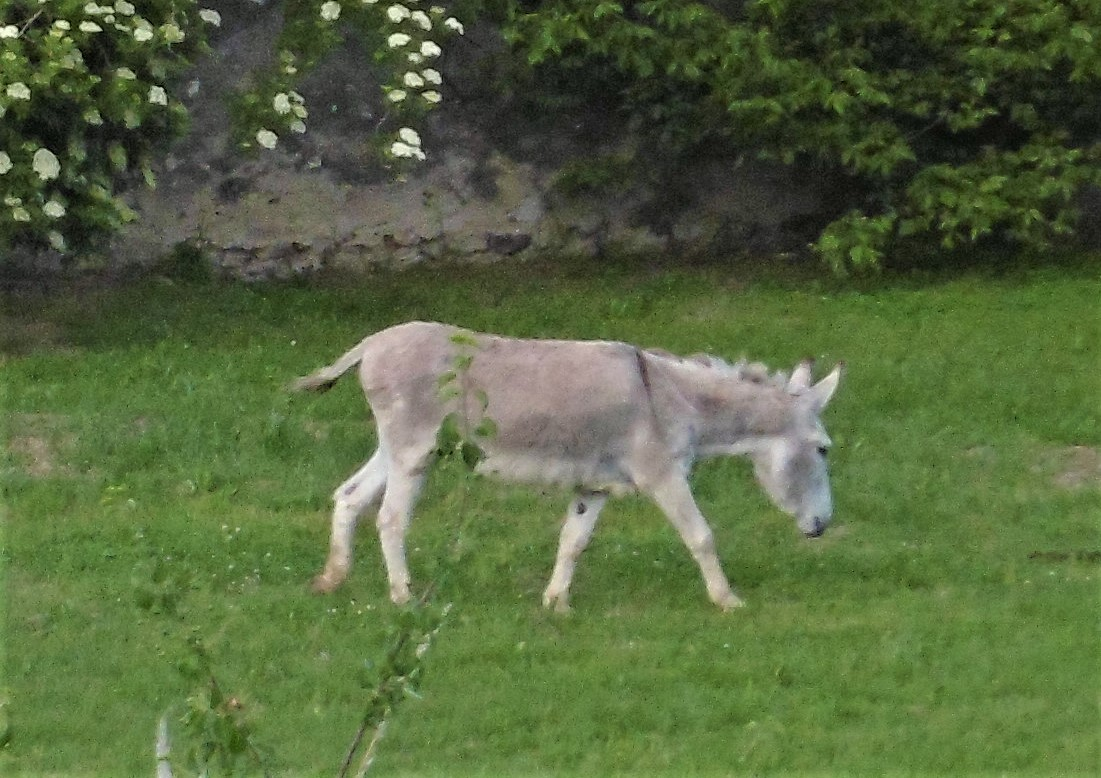
Âne gris dans un pré.

Après des débuts difficiles avec son âne pas toujours docile, elle finit par développer une certaine complicité avec lui, à force de lui raconter sa vie et ses multiples déboires sentimentaux. Lors de sa deuxième étape, elle s'égare et passe la nuit à la belle étoile dans la forêt, puis se rend compte le matin qu'elle est en fait revenue à son point de départ. C'est alors que Vladimir arrive dans le gîte, avec sa femme et sa fille. Ils sont bien sûr surpris de la voir, mais lui proposent de faire la route ensemble le lendemain.
Éléonore a compris quel type de relation Antoinette entretient avec son époux, et la prend à part pour lui décrire Vladimir comme étant un homme volage qui multiplie les conquêtes féminines, tout en restant malgré tout indéfectiblement attaché à sa femme. Antoinette décide alors de rompre avec lui.
Après une chute, Antoinette se fait une entorse et croit sa randonnée terminée. Mais une rebouteuse la guérit et elle peut reprendre sa route. Elle arrive au terme de sa randonnée, mais elle se rend compte le lendemain matin que Patrick est déjà reparti avec un autre touriste alors qu'elle ne lui a pas dit au revoir. Elle court sur le chemin pour le rattraper, lui et l'homme qui a loué ses services. Celui-ci a quelque mal à le faire avancer. Il lui propose de l'accompagner un peu, elle finit par accepter.

## Fiche technique
- Titre français : Antoinette dans les Cévennes
- Réalisation : Caroline Vignal
- Scénario : Caroline Vignal
- Photographie : Simon Beaufils
- Costumes : Isabelle Mathieu
- Décors : Valérie Saradjian
- Montage : Annette Dutertre
- Musique : Matei Bratescot
- Son : Guillaume Valeix
- Production : Laetitia Galitzine et Aurélie Rouvière
- Sociétés de production : Chapka Films, La Filmerie, France 3 Cinéma, Belga Productions ; SOFICA : Cinémage 14, LBPI 13
- Société de distribution : Diaphana Distribution
- Pays de production :  France
- Genre : comédie
- Durée : 95 minutes
- Date de sortie :
  - France : 16 septembre 2020

## Distribution
- Laure Calamy : Antoinette Lapouge

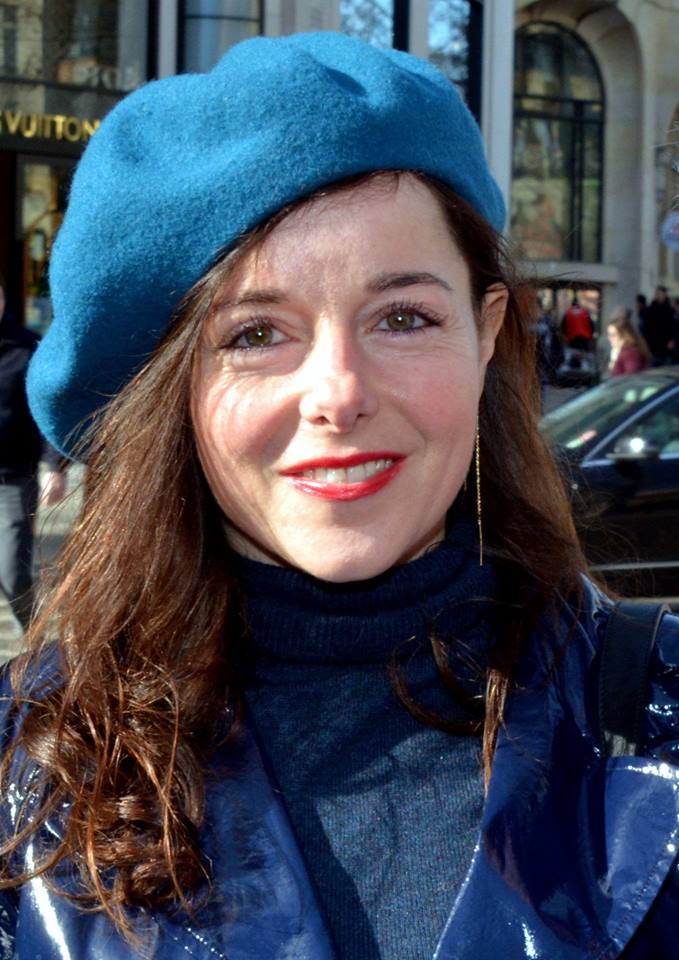
Laure Calamy au déjeuner des César 2018.

- Benjamin Lavernhe : Vladimir Loubier
- Olivia Côte : Éléonore Loubier
- Louise Vidal : Alice Loubier
- Marc Fraize : Michel
- Jean-Pierre Martins : Shériff
- Lucia Sanchez : Annie
- Maxence Tual : Jacques
- Marie Rivière : Claire
- Luc Palun : André Barascut
- François Caron : Bernard
- Ludivine de Chastenet : Élizabeth
- Bertrand Combe : Jean-Pierre
- Pierre Laur : Roland
- Denis Mpunga : Idriss
- Dorothée Tavernier : Éva
- Bruno Georis : le marathonien
- Juliette Plumecocq-Mech : Britney
- Patrick Mollo : Fred
- Matthieu Sampeur : Romain, le jeune homme qui repart avec Patrick
- Christelle Glize : la copine de Fred
- Jess Avril : la jeune motarde admirative
- Roland Plantin : l'homme à la guitare
- Stéphane Espinasse : l'homme à l'harmonica
- Ludivine Bluche : la rebouteuse

## Production

### Inspiration
Le choix du patronyme d'Antoinette (Lapouge) est inspiré par celui de l'écrivain Gilles Lapouge, qui a préfacé certaines éditions (1991, 2017) de Voyage avec un âne dans les Cévennes, de Robert Louis Stevenson, livre référence pour Caroline Vignal.
« Pour le personnage de Laure Calamy, sans doute me suis-je inspirée du personnage de Delphine (interprétée en 1986 par Marie Rivière qui joue ici le personnage de Claire) dans Le Rayon vert, qui est aussi une jeune femme en perdition, malheureuse, en été, qui finalement va trouver la lumière — un film qui a beaucoup compté pour moi comme un guide » explique la réalisatrice qui dit aussi avoir pensé au film La Revanche d'une blonde (2001).

### Tournage

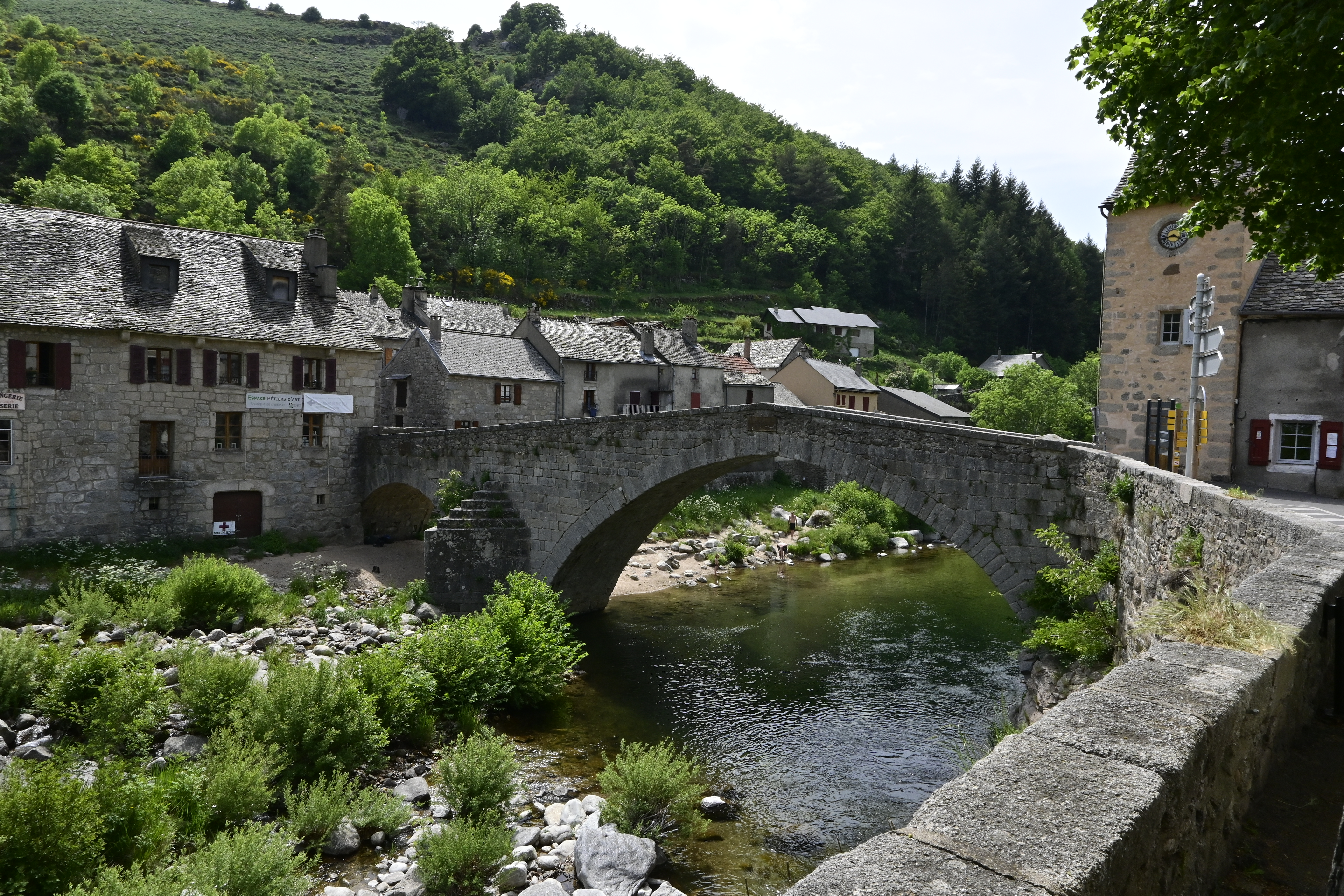
Le pont de Montvert.

Le film a été tourné dans le département de la Lozère (à Florac, Le Pont-de-Montvert, La Borie, le Mas Nouveau) du 11 juin au 19 juillet 2019,.

### Personnages
L'âne Patrick, personnage à part entière, correspond en fait à deux ânes qui ont tous les deux subi un régime pour accentuer leurs ressemblances. Leur dresseuse, Émilie Michelon, a été formée chez Bartabas, créateur de l'Académie du spectacle équestre de Versailles et elle est la co-créatrice de la compagnie de spectacle Alagos.

## Accueil

### Fréquentation
Sorti en septembre 2020, le film « a rencontré un succès inattendu au cinéma avec plus de 700 000 entrées (avant sa sortie en DVD en février 2021). »
France 2 le diffuse en début de soirée le 21 mai 2023, réunissant 5,28 millions de téléspectateurs et, le 27 avril 2025, 3,45 millions de téléspectateurs.

### Critique
En France, le site Allociné recense une moyenne des critiques presse de 4,0⁄5 pour un total de 35 titres de presse.
Pour Céline Rouden de La Croix, « Dans cette comédie réjouissante de Caroline Vignal, Laure Calamy déploie toute la palette de son talent dans le rôle attachant de cette Antoinette qui part randonner avec un âne dans les Cévennes, sur les traces de son amant (et de Stevenson), pour mieux se retrouver elle-même. »
Pour Olivier de Bruyn de Marianne, « Cette comédie délicieuse et mélancolique offre le plus beau rôle de sa carrière à l'excellente Laure Calamy et s’impose comme l’une des belles surprises de la rentrée du côté du cinéma français. »

## Distinctions

### Récompense
- César 2021 : meilleure actrice pour Laure Calamy

### Nominations
- César 2021 :
  - Meilleur film
  - Meilleur acteur dans un second rôle pour Benjamin Lavernhe
  - Meilleur scénario original pour Caroline Vignal
  - Meilleure musique originale pour Matei Bratescot
  - Meilleur son pour Guillaume Valeix, Frédéric Demolder et Jean-Paul Hurier
  - Meilleure photographie pour Simon Beaufils
  - Meilleur montage pour Annette Dutertre[10]

### Sélections
- Label Festival de Cannes 2020[11]
- Festival du film francophone d'Angoulême 2020[12]

### Articles de presse
- Yann Tobin, « Antoinette dans les Cévennes », Positif no 715, Institut Lumière-Actes Sud, Paris, septembre 2020, p. 44  (ISSN 0048-4911)
- Élisabeth Lequeret, « Parle à mon âne », Cahiers du cinéma, no 768, septembre 2020, p. 37
- Olivier Pélisson, « Sur la route », Bande à part (magazine), 15 septembre 2020